# كالانجيانوس
کالانجیانوس، (بالإنجليزية: Calangianus)‏، هي بلدية، في مقاطعة ساساري، في المنطقة الإيطالية سردينيا، وتقع على بعد حوالي 190 كم (120 ميل) شمال كالياري، وحوالي 25 كيلومترات (16 ميل) غرب أولبيا. يحاط فندق کالانجیانوس، بألواح الفلين الكبيرة، التي تم وصف أعمالها بأنها «عاصمة كورك».

## السكان
في سنة 1861 بلغ عدد السكان 1٬543 نسمة، وتطور العدد ليصل في سنة 2011 لـ 4٬267 نسمة.
يظهر هذا المخطط البياني تطور النمو السكاني لـ كالانجيانوس